# Йосиповка (Козовская поселковая община)
Йосиповка (укр. Йосипівка) — село в Козовской поселковой общине Тернопольского района Тернопольской области Украины.
До 2020 года входило в Козовский район.
Код КОАТУУ — 6123085202. Население по переписи 2001 года составляло 204 человека.

## Географическое положение
Село Йосиповка находится на берегу реки Коропец,
выше по течению на расстоянии в 1,5 км расположен посёлок Козова,
ниже по течению на расстоянии в 1,5 км расположено село Кальное.
Рядом проходит железная дорога, станция Криве в 3-х км.

## История
- 1626 год — дата основания.
- В 1946 году хутор Юзефовка переименован в село Йосиповку[2].

## Объекты социальной сферы
- Школа I ст.